# Jättesimskinnbaggar
Jättesimskinnbaggar (Belostomatidae) är en familj i insektsordningen halvvingar som innehåller omkring 150 kända arter.

## Kännetecken
De flesta arterna i familjen är förhållandevis stora insekter, med en kroppslängd på omkring 20 millimeter eller mer. Några av de största arterna, som tillhör släktet Lethocerus, kan nå en längd på närmare 120 millimeter och hör därmed till de största av alla halvvingar. Kroppen är förhållandevis platt och sedd ovanifrån närmast oval till sin form, dock med spetsig bakända, och frambenen är omvandlade till griporgan. 

## Utbredning
Familjen har en världsvid utbredning, men är vanligast i tropiska och subtropiska områden, särskilt sydöstra Asien, Sydamerika och Nordamerika. 

## Levnadssätt
Jättesimskinnbaggar förekommer i stillastående vattenansamlingar, som dammar, och i lugnt rinnande vattendrag. 
De lever av rov och jakttekniken går vanligen ut på att ligga helt stilla på botten i väntan på ett lämpligt byte skall komma tillräckligt nära. Födan består bland annat av kräftdjur, grodor och fiskar. 
Hos många arter uppvisas stor omsorg om avkomman. Honor av underfamiljen Belostomatinae fäster till exempel äggen på hanens rygg, och hanen bär så med sig äggen och vaktar dem tills de kläcks. Andra honor fäster sina ägg på växter, ibland en bit ovanför vattenytan, och hanen stannar sedan i närheten för att vakta dem.